# Скало Феровијарио (Палермо)
Скало Феровијарио је насеље у Италији у округу Палермо, региону Сицилија.
Према процени из 2011. у насељу је живело 44 становника. Насеље се налази на надморској висини од 378 м.